# Philippe Richert

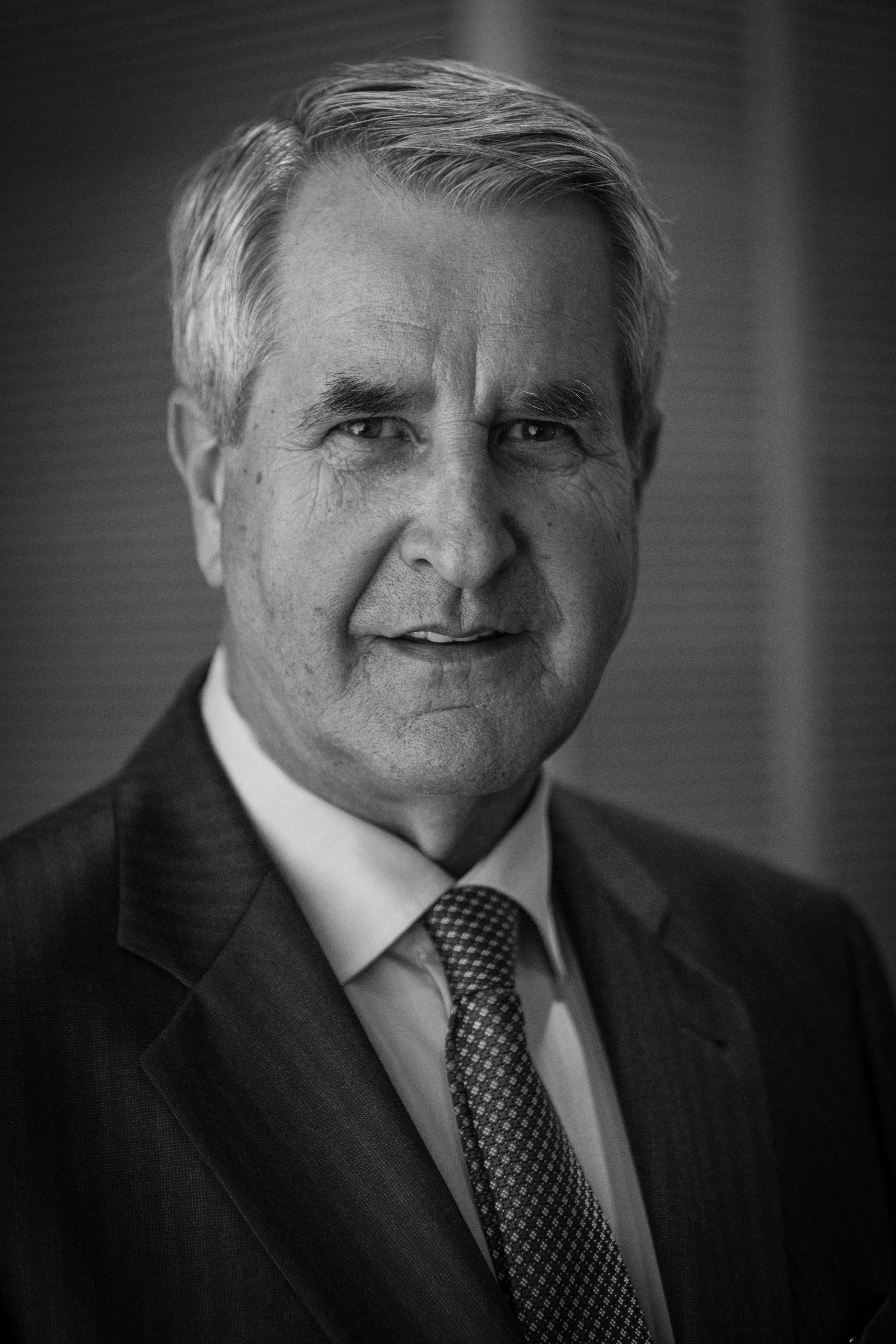
Philippe Richert

Philippe Richert (* 22. Mai 1953 in Ingwiller, Département Bas-Rhin) ist ein französischer Politiker der Partei Les Républicains. Seit dem 26. Mai 2010 war er Präsident des Regionalrats der Region Elsass. Seit der Neugestaltung der Regionen zum 1. Januar 2016 führte er dieses Amt in der Region Grand Est bis zum 30. September 2017 weiter. Danach zog er sich aus der Politik zurück.

## Leben und Ausbildung
Richert ist Sohn einer protestantischen Arbeiterfamilie aus dem kleinen Dorf Wimmenau in den Vogesen. Sein Vater Émile Richert (1912–1988) war Beamter und die Mutter Frida, geborene Riffel (1919–1997) war Hausfrau. Er wuchs mit drei Brüdern ebenda auf. Nach seinem Studium an der Université Strasbourg I Louis Pasteur unterrichtete er ab 1974 als Lehrer an einem collège Naturwissenschaften (sciences de la vie et de la terre) und wurde schließlich stellvertretender Schulleiter des collège in La Wantzenau.

## Politische Aktivität
Politisch aktiv ist Richert seit 1982, als er für die lokale Bewegung Initiatives alsaciennes zum ersten Mal in den Generalrat (conseil général) des Départements Bas-Rhin gewählt wurde. 1985 wurde er Mitglied der Partei Union pour la démocratie française und Mitglied im Regionalrat des Elsass (Conseil régional de l'Alsace). 1998 bis 2008 war er Präsident des Generalrats für Bas-Rhin. 1992–2004 und 2005–2010 vertrat er das Département Bas-Rhin im französischen Senat. 2002 trat er wie viele andere Mitglieder der UDF zur neugegründeten UMP über, die 2015 ihren Namen zu Les Républicains änderte.
Von November 2010 bis Mai 2012 war er in der Regierung von François Fillon beigeordneter Minister für die Gebietskörperschaften (ministre chargé des collectivités territoriales). Richerts Hauptaugenmerk in der Politik liegt beim Umweltschutz, außerdem setzt er sich stark für den Erhalt des kulturellen Erbes ein.